# Mellenthin
Mellenthin település Németországban, Mecklenburg-Elő-Pomeránia tartományban. Lakosainak száma 456 fő (2023. december 31.).

## Népesség
A település népességének változása:
| Lakosok száma | 441  | 435  | 439  | 454  | 469  | 456  |
|               | 2015 | 2017 | 2019 | 2021 | 2022 | 2023 |